# Utraula
Utraula es una ciudad y municipio situado en el distrito de Balrampur en el estado de Uttar Pradesh (India). Su población es de 32145 habitantes (2011). Se encuentra 175 al noreste km de la capital del estado, Lucknow.

## Demografía
Según el censo de 2011 la población de Utraula era de 27491 habitantes, de los cuales 16621 eran hombres y 15524 eran mujeres. Utraula tiene una tasa media de alfabetización del 71,48%, superior a la media nacional del 67,78.